# Andrej Černiansky
Andrej Černiansky (12. října 1841 Rajec – 1. února 1923 Martin) byl slovenský redaktor, publicista a úředník.
Pseudonym: Monte Čerigo (někdy uváděn bez mezery); Samuel Supavský; M.A. Špánik
Jeho otec Ján Černiansky, jeho matka Barbara roz. Madovčíková

## Životopis
Studoval v semináři v Banské Bystrici, teologii ve Vídni neukončil. V letech 1868–1869 byl redaktorem Pešťbudínskych vedomostí v Pešti, od roku 1870 úředníkem spořitelny v Martině. Byl organizátorem kulturního života, v roce 1871 spoluzakládal Slovenský spevokol
v Martině, v kterém účinkoval i jako herec. Básnické prvotiny uveřejnil ve sborníku banskobystrického semináře Jarnie kvety. V humoristické tvorbě vynikl jako improvizátor a kritik společenských poměrů.